# Ion Popușoi
Ion Popușoi (n. 6 ianuarie 1924, Chișinău, România – d. 24 mai 2012) a fost un botanist moldovean, care a fost ales ca membru titular al Academiei de Științe a Moldovei.

## Studii
1937 – Școala primară din Chișinău;
1949 – Facultatea de Pomicultură și Viticultură
a Institutului Agricol din Chișinău;
1953 – Doctorant al Universității de Stat din Chișinău.

## Grade și titluri științifice
1964 – Doctor habilitat în științe biologice;
1965 – Membru corespondent;
1971 – Profesor universitar;
1972 – Membru titular;

### Experiență managerială
1953-1958 Lector superior la Universitatea de Stat din
Chișinău;
1958-1960 Cercetător științific superior al Filialei
Moldovenești a AȘ a URSS;
1961-1964 Șef de laborator;
1964-1970 Director al Institutului de Fiziologie și Biochimie
a Plantelor al AȘM.
1970-1974 Conduce Secția de Microbiologie a AȘM;
1971-1974 Academician coordonator al Secției de Științe
Biologice și Chimice a AȘM;
1974-1980 Director al Institutului Unional de Cercetări
Științifice în domeniul Metodelor Biologice de Protecție a Plantelor;
1980-1992 Șef al Laboratorului de Fiziologie Patologică a
Plantelor al Institutului de Fiziologie a Plantelor al AȘM;
1992-1996 Director al Institutului de Protecție Biologică a
Plantelor al AȘM;
1993-2003 Șef de laborator;
2003-2006 Director al Institutului de Cercetări pentru
Protecția Plantelor al Ministerului Agriculturii și Industriei Alimentare.

## Activitate obștească
Ion Popușoi a fost membru fondator al Mișcării "Pro Moldova". Aceasta se autodefinește ca fiind  "o mișcare patriotică, protectoare a intereselor naționale moldovenești împotriva expansionismului românesc". Un aprig moldovenist, academicianul pleda pentru studierea limbii ruse în școli, dar și pentru cunoașterea ei de către intelectualitatea Republicii Moldova, care trebuia să recunoască în Rusia ,,un lider al comunității mondiale”, cu realizări în domeniul științei, culturii, tehnicii de ,,importanță mondială”.

## Distinctii, Premii și Titluri Onorifice
1980 – Diploma
de Recunoștință a Organizației
Internaționale de Pomicultură de la Haga;
1980 – Medalia „Inventator al URSS”
1990 – Medalia Veteran al Muncii;
1995 – Ordinul Republicii;
1997 – Medalia de Aur a Republicii Islamice
Iran;
2000 – Medalia AȘM „Dimitrie Cantemir”;
2001 – Titlul Onorific „Om emerit”.